# Obra derivada

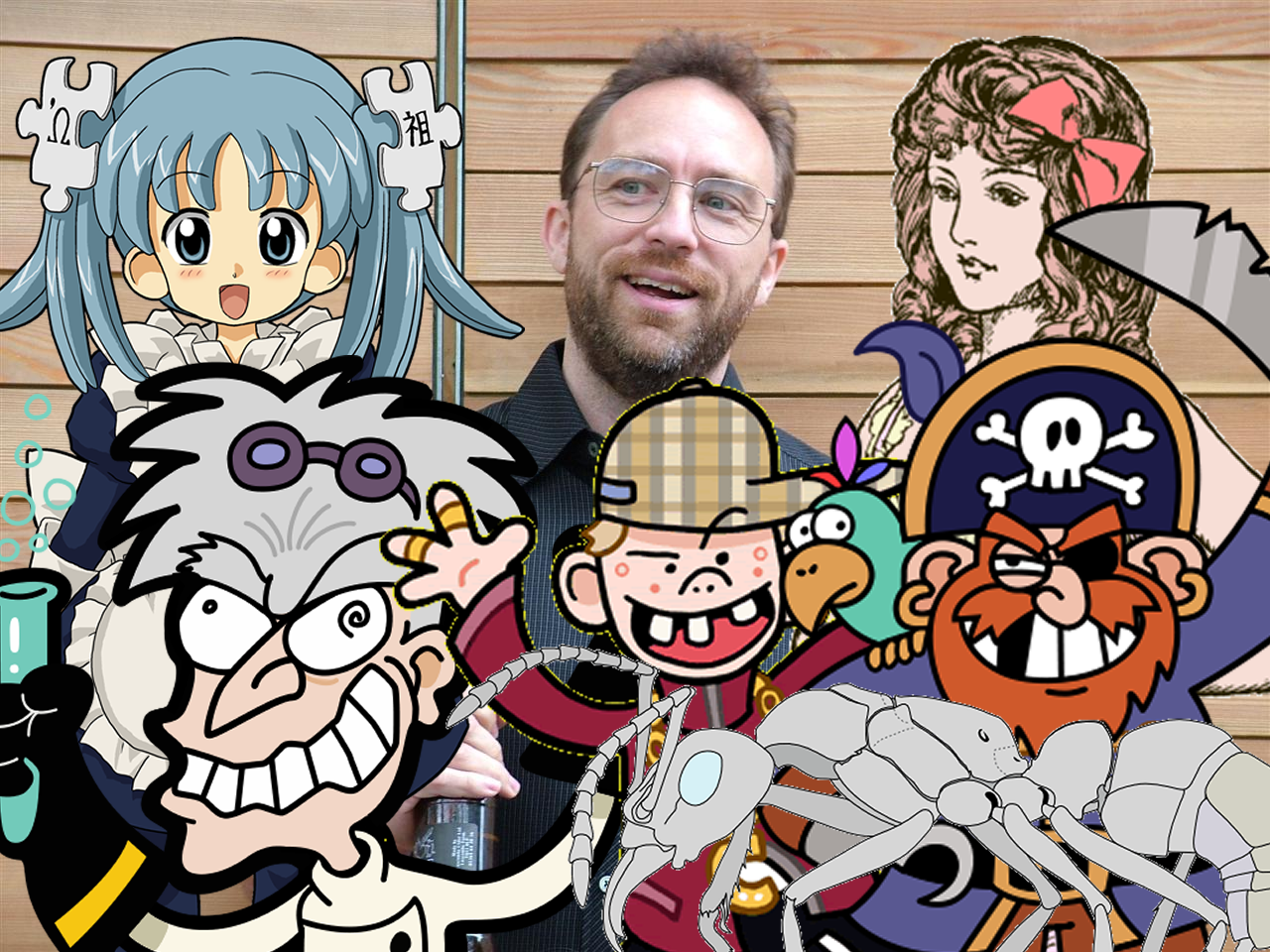
Este montaje fotográfico de imágenes diferentes es un ejemplo de obra derivada.

En el derecho de autor, una obra derivada es una obra intelectual creada a partir de otra u otras ya existentes, que pueden estar o no sujetas a derechos de autor. La obra derivada posee por sí misma una protección de derecho de autor, al tiempo que debe garantizar los derechos de autor de la obra u obras originales, de ahí que sea necesaria la autorización del autor original. 
Ejemplos de obras derivadas pueden ser una traducción, una adaptación musical, una adaptación a otro medio de comunicación o un resumen.

## Obras derivadas y reproducciones
Una obra derivada presupone una transformación, modificación o adaptación de una obra garantizando los derechos de autor. Una transformación puramente mecánica de una obra original (ej. criptográfica, duplicado o cambios de formato) no es una obra derivada sino una reproducción.
A menudo los requisitos que definen una obra derivada no están bien definidos.

## Derechos sobre la obra derivada

### Derecho internacional
Conforme al Convenio de Berna (artículo 2.3), las obras derivadas gozan de los mismos derechos que las obras originales, sin detrimento de la o las obras originales en las que se basan y establece como ejemplo "las traducciones, adaptaciones, arreglos musicales y demás transformaciones de una obra literaria o artística". Una obra derivada es propiedad de su autor, siempre y cuando no limiten los derechos de autor del autor de la obra original; por ello es preciso contar con la autorización del autor original, a no ser que el trabajo disponga de una licencia libre o se encuentre en dominio público.
La obra derivada debe poseer, a su vez, cierto grado de originalidad respecto a la obra u obras sobre las que se basan. De ahí que cuando el Convenio de Berna habla, para este caso, de "obras originales" el adjetivo "original" es más bien sinónimo de "preexistente" o de "no derivada".

### Estados Unidos
De acuerdo al Copyright Act presente en el título 17 del Código de los Estados Unidos:

A “derivative work” is a work based upon one or more preexisting works, such as a translation, musical arrangement, dramatization, fictionalization, motion picture version, sound recording, art reproduction, abridgment, condensation, or any other form in which a work may be recast, transformed, or adapted. A work consisting of editorial revisions, annotations, elaborations, or other modifications which, as a whole, represent an original work of authorship, is a “derivative work”.
Una "obra derivada" es un trabajo basado en uno o más trabajos preexistentes, tales como traducciones, arreglos musicales, dramatizaciones, ficcionalizaciones, versiones fílmicas, grabaciones de sonido, reproducciones de arte, resúmenes, condensaciones, o cualquier otra forma en la que un trabajo es reformulado, transformado o adaptado. Una obra consistente en revisiones editoriales, anotaciones, elaboraciones u otras modificaciones que, en su conjunto, representan una obra original de un autor, es una "obra derivada".

### Francia
El derecho francés prefiere el término œuvre composite (en español: obra compuesta) aunque también se utiliza a veces œuvre dériviée. Se define en el artículo L 113-2, párrafo 2 del Code de la propriété intellectuelle como:

Est dite composite l'oeuvre nouvelle à laquelle est incorporée une oeuvre préexistante sans la collaboration de l'auteur de cette dernière.
Se llama obra compuesta a aquel trabajo nuevo que incorpora una obra preexistente sin la colaboración del autor de esta última.

### Chile
En el derecho chileno por otro lado, la letra i del artículo 5 de la Ley 17336 sobre Propiedad intelectual la define como:

(...) aquella que resulte de la adaptación, traducción u otra transformación de una obra originaria, siempre que constituya una creación autónoma.

### En España
La ley de propiedad intelectual española define lo que es una obra derivada:

Artículo 11. Obras derivadas

Sin perjuicio de los derechos de autor sobre la obra original, también son objeto de propiedad intelectual:
1. Las traducciones y adaptaciones.
2. Las revisiones, actualizaciones y anotaciones.
3. Los compendios, resúmenes y extractos.
4. Los arreglos musicales.

5. Cualesquiera transformaciones de una obra literaria, artística o científica.